# Mauro Bogliatto
Mauro Bogliatto (ur. 24 lutego 1943 w Ala di Stura) – włoski lekkoatleta, skoczek wzwyż.
Na Igrzyskach Olimpijskich w Tokio w 1964 zajął 16. miejsce. W Porto Alegre w 1963 zdobył srebrny medal letniej uniwersjady. Do jego osiągnięć należy również złoty medal igrzysk śródziemnomorskich (Neapol (1963)).
Swój rekord życiowy (2,10 m) ustanowił 10 października 1965 w Rzymie.